# 安備墓

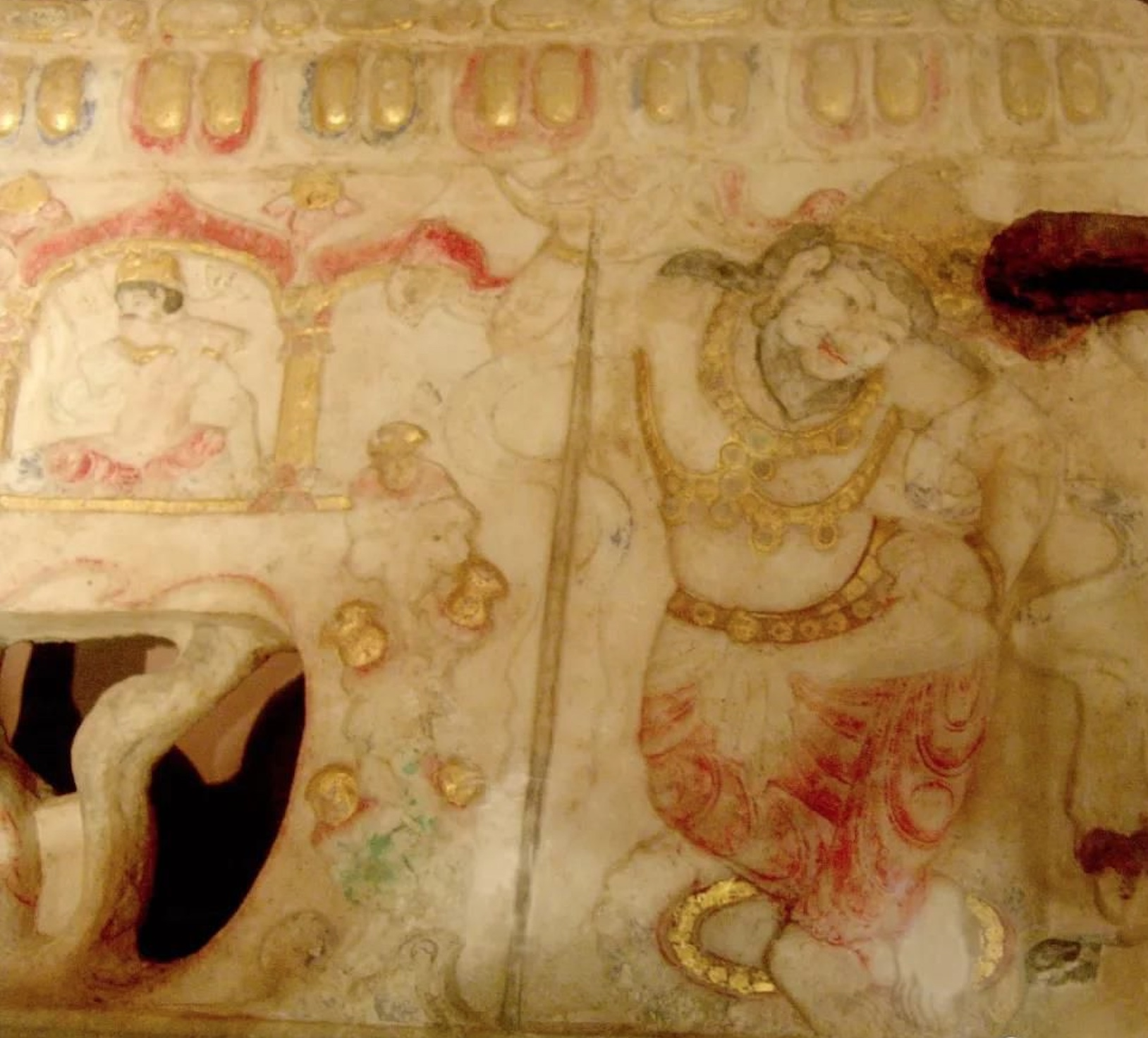
安備墓出土的漢白玉圍屏石榻底座右端守護神像

安備墓是一座位於河南省洛陽市的隋朝（公元589年）粟特人古墓葬，2007年被私人發掘出土。

## 概述
由於是私人建樓時挖地基發現，所以出土文物的相關資訊不明，衹知有一方墓誌和圍屏石榻，墓葬具體位置也不淸楚，墓葬所出文物後來被西安大唐西市博物館徵集收藏。不過史學博士毛陽光在考證墓誌後，認為安備墓位於漢魏洛陽故城城西張分橋附近。
墓葬所出的漢白玉圍屏石榻佈滿浮雕，並鎏金彩繪。其上刻繪的守護神頭戴寶冠，腦後帛帶飛揚，飾耳環、項圈、手鐲、瓔珞，腰束銙帶，右手持住三叉戟，立於圓形波斯地毯上。旁邊雕刻的壼門中有盤腿而坐的人像，同守護神的裝扮幾乎一樣，整座石榻具有濃郁的祆教色彩及波斯風格。因此，葛承雍在《祆教聖火藝術的新發現：隋代安備墓文物初探》一文中認為安備是一名祆教信徒。而毛陽光則通過考釋墓誌，認為安備信仰佛教。

## 墓誌

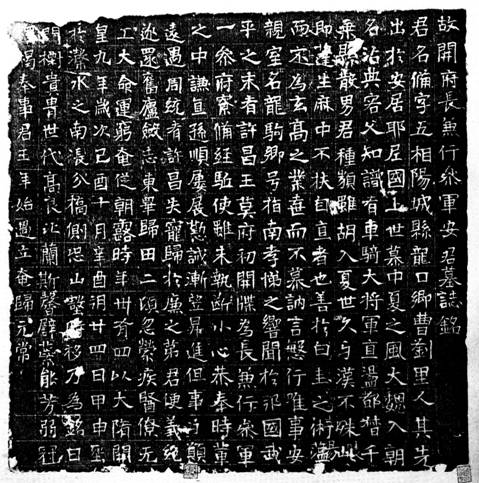
安備的墓誌銘拓片

安備的墓誌銘共18行，滿行18字，合計315字，以魏體刻寫，有界格。墓誌開篇題記「故開府長兼行參軍安君墓誌銘」，全文記載「君名備，字五相，陽城縣龍口鄉曹劉里人。其先出於安居耶尼國，上世慕中夏之風。大魏入朝，名沾典客。父知識，齊車騎大將軍、直盪都督、千乘縣散男。君種類雖胡，入夏世久，與漢不殊。此即蓬生麻中，不扶自直者也。善於白圭之術，蘊而不為，玄髙之業，棄而不慕。訥言慜行，唯事安親。室名龍駒，鄉號指南。孝悌之響，聞於邦國。武平之末，齊許昌王莫府初開，牒為長兼行參軍。一參府寮，備經驅使。雖未執斷，小心恭奉。時輩之中，謙直遜順。屢展懃誠，漸望昇進。但事與願違，遇周統齊，許昌失寵，歸於廉之第。君便義絕，遂還舊廬。斂志東皋，歸田二頃。忽縈疾，醫僚無工。大命運窮，奄從朝露。時年卅有四，以大隋開皇九年歲次己酉十月辛酉朔廿四日甲申葬於瀔水之南，張分橋側。恐山壑時移，乃為銘曰：門標貴冑，世代高良。比蘭斯馨，譬蕊能芳。弱冠釋褐，奉事君王。年始過立，奄歸元常。」
大意是安備，字五相，來自陽城縣龍口鄉曹劉里。這裡的陽城縣屬於陽城郡，轄境相當於今河南省登封市、禹州市等地一帶。他的祖上源自安居耶尼國，這個國家在北朝隋唐時期的文獻資料中還從未出現過，經學術界研究，認為可能是昭武九姓之一的中亞粟特城邦國安國。祖上因為仰慕中夏，於北魏時期來到中原。安備的父親安知識，曾任北齊的車騎大將軍、直盪都督、千乘縣散男等職。安備雖是胡人，但在中土生活很久，受中原文化的影響，已經漢化，同漢人沒有區別了。雖善於經商，但志不在此。許昌王叱列長叉開府置僚屬後，安備被任命為開府長兼行參軍，開始了仕途生涯。北周滅北齊，叱列長叉地位下降，安備也「君便義絕，遂還舊廬。斂志東皋，歸田二頃」，回歸了田園生活。後因染疾，僅34歲就去世，於隋開皇九年（589年）安葬。